# Kaspar Anton von Boeselager
Kaspar Anton Karl Maria Freiherr von Boeselager (* 26. Dezember 1779 in Heessen; † 15. September 1825 in Hildesheim) war Domherr in Münster und Propst des Kollegiatstifts Alter Dom in Münster.

## Leben

### Herkunft und Familie
Kaspar Anton Karl Maria von Boeselager entstammte als Sohn des Friedrich Joseph von Boeselager zu Heessen (* 1743) und seiner Gemahlin Augusta von der Heiden-Belderbusch dem Adelsgeschlecht Boeselager, welches seinen Ursprung im Erzstift Magdeburg hatte. Sein Bruder Maximilian Anton, 1775–1821, war mit Rosine Droste zu Vischering, Tochter des Clemens August Maria Droste zu Vischering, verheiratet. Seine Schwester Bernhardine heiratete Maximilian von Boeselager. Dieser und die Domherren Friedrich Wilhelm und Friedrich Ferdinand waren Cousins 3. Grades. Der Dompropst Friedrich Wilhelm Anton (1713–1782) war ein Cousin 2. Grades.

### Wirken
Nach dem Besuch des Gymnasiums in Münster nahm Kaspar Anton ein Studium an der Universität Münster auf. Im Jahre 1796 zum Domherr ernannt, wurde er am 15. April 1800 zum Propst des Alten Doms in Münster gewählt. Die Wahl wurde am 4. Mai durch den Kurfürsten bestätigt. In den Jahren 1800 bis 1801 schloss sich ein Studium in Leipzig an. Von 1809 an lebte er bei seinem Schwager Gisbert von Romberg in Dortmund. Er amtierte als Propst bis zur Aufhebung des Stifts am 14. November 1811 aufgrund des napoleonischen Dekrets. Im Jahre 1813 wurde er Kompaniechef des 4. Westfälischen Landwehr-Infanterieregiments und nahm 1815 am Feldzug gegen Napoleon Bonaparte teil. Kaspar Anton wurde bei Ligny mit dem Eisernen Kreuz ausgezeichnet. 1816 zum Major befördert, wurde er aus dem Militärdienst entlassen.